# Дориа, Диогу
Дио́гу До́риа (порт. Diogo Dória, 16 апреля 1953, Лиссабон) — португальский актёр театра и кино, театральный режиссёр.

## Биография
Окончил филологический факультет Лиссабонского университета (1980), учился в Высшей школе театра и кино. Как театральный актер дебютировал в 1975, в кино — в 1979. К настоящему времени (2014) снялся в 75 картинах, играл у Бенуа Жако, Рауля Руиса, Вима Вендерса, Эжена Грина и др., но наиболее часто (в 15 лентах) — у Мануэла де Оливейры, стал одним из основных «лиц» режиссёра. Основал театр Старое кафе (A Cantina Velha), где ставил спектакли по произведениям Стриндберга, Сэмюэла Беккета, Натали Саррот, Робера Пенже, Алмейды Фариа.

## Избранная фильмография
- Граф Монте-Кристо (1979, Дени де Ла Пательер)
- Passagem ou a Meio Caminho (1980, Жоржи Силва Мелу)
- Франсишка/ Francisca (1981, М. де Оливейра)
- Visita ou Memórias e Confissões (1982, М. де Оливейра)
- La Guérillera (1982, Пьер Каст)
- Les Trois Couronnes du matelot (1983, Р.Руис)
- Ninguém Duas Vezes (1984, Жоржи Силва Мелу)
- Атласный башмачок/ Le Soulier de Satin (1985, М. де Оливейра)
- Прощание по-португальски/ Um Adeus Português (1986, Жуан Ботелью)
- Август/ Agosto (1987, Жоржи Силва Мелу)
- Les Mendiants (1988, Б. Жако)
- Каннибалы/ Os Canibais (1988, М. де Оливейра)
- Non ou a Vã Glória de Mandar (1990, М. де Оливейра)
- Filha da Mãe (1990, Жуан Канижу)
- Сокровище Собачьих островов/ Le Trésor des îles Chiennes (1990, Ф. Ж. Оссанг)
- Божественная комедия/ A Divina Comédia (1991, М. де Оливейра)
- Когда наступит конец света (1991, В. Вендерс)
- День отчаяния/ Dia do Desespero (1992, М. де Оливейра)
- Долина Авраама/ Vale Abraão (1993, М. де Оливейра)
- Коробка/ A Caixa (1994, М. де Оливейра)
- Путешествие к началу мира/ Viagem ao Princípio do Mundo (1997, М. де Оливейра)
- Беспокойство/ Inquietude (1998, М. де Оливейра)
- Город чудес/ La ciudad de los prodigios (1999, Марио Камус)
- Combat d’amour en songe (2000, Р. Руис)
- Слово и утопия/ Palavra e Utopia (2000, М. де Оливейра)
- Белоснежка/ Branca de Neve (2000, Жуан Сезар Монтейру)
- Волшебное зеркало/ Espelho Mágico (2006, М. де Оливейра)
- Причуды одной блондинки (2009, М. де Оливейра)
- Португальская монахиня/ La Religieuse portugaise (2009, Эжен Грин)
- Cinerama (2010, Инеш Оливейра)
- Dharma Guns (La succession Starkov) (2010, Ф. Ж. Оссанг)
- Смерть Карлоса Гарделя/ A Morte de Carlos Gardel (2011, Сольвейг Нордлунд)
- Linhas de Wellington (2012, Валерия Сармьенто)
- Операция «Осень»/ Operação Outono (2012, Бруно де Алмейда)
- Тысяча и одна ночь/ As 1001 Noites (2014, Мигел Гомеш, в производстве)
- O Velho do Restelo (2014, М. де Оливейра, короткометражный, в производстве)